# Briza ambigua
Briza ambigua är en gräsart som beskrevs av Eduard Hackel. Briza ambigua ingår i släktet darrgrässläktet, och familjen gräs. Inga underarter finns listade i Catalogue of Life.